# Randall Munroe
Randall Patrick Munroe ameriški stripar, * 17. oktober 1984., Easton, Pennsylvania, ZDA. 
Randall Munroe je ameriški stripar, pisatelj in inženir, najbolj znan kot ustvarjalec spletnega stripa xkcd. Munroe se je od konca leta 2006 v celoti osredotočil na ustvarjanje stripa. Poleg izdaje knjige z zapisi iz spletnega stripa je napisal štiri knjige: Kaj če?, Thing Explainer, How To: Absurd Scientific Advice for Common Real-World Problems in What if? 2.

## Zgodnje življenje
Munroe se je rodil v Eastonu v Pensilvaniji, njegov oče je delal kot inženir in tržnik. Ima dva sorojenca in je bil vzgojen kot kveker. Že od zgodnjih let je bil navdušen nad stripi, začel je s Calvinom in Hobbesom. Po diplomi na Srednji šoli za matematiko in naravoslovje Chesterfield County v Clover Hillu v Midlothianu v Virginiji je leta 2006 diplomiral iz fizike na univerzi Christopher Newport.

## Kariera

### NASA
Munroe je delal kot pogodbeni programer in robotik za NASO v raziskovalnem centru Langley pred in po diplomi iz fizike. Leta 2006 je zapustil NASO in se preselil v Boston, da bi se lahko v celoti posvetil spletnemu stripu.

### Spletni stripi
Sprva je Munroe kot uporabniško ime za klepet uporabil xkcd, ker je želel ime brez pomena, da se nanj ne bi naveličal. Registriral je domeno, vendar ga ni uporabljal, dokler ni začel objavljati svojih risb, verjetno septembra 2005. Spletni strip je hitro postal zelo priljubljen in je do oktobra 2007 dosegel tudi do 70 milijon ogledov na mesec. Munroe je dejal: "Mislim, da je strip, ki mi je zbral ki mi je prinesel največ odzivov, pravzaprav tisti o semaforjih".
Munroe se zdaj preživlja s prodajo blaga, povezanega z xkcd, Njegove kreacije xkcd licencira pod licenco Creative Commons avtorstvo-nekomercialno 2.5, pri čemer poudarja, da gre ne samo za gibanje svobodne kulture, temveč tudi za dober poslovni pristop.
Leta 2010 je izdal zbirko stripov. Predaval je in imel govore na različnih krajih, kot na primer Googlov Googleplex v Mountain Viewu v Kaliforniji.
Zaradi priljubljenosti stripa med oboževalci znanstvene fantastike je bil Munroe leta 2011 in ponovno leta 2012 nominiran za Hugo Award for Best Fan Artist. Leta 2014 je prejel Hugo Award for Best Graphic Story za xkcd strip "Time".

## Publikacije

### Publikacije - avtor Munroe
- xkcd: volume 0. Breadpig. 2009. ISBN 9780615314464.
- What If?: Serious Scientific Answers to Absurd Hypothetical Questions. London: John Murray. 2014. ISBN 9781848549579.
- Thing Explainer. Boston: Houghton Mifflin Harcourt. 2015. ISBN 9780544668256.
- How To: Absurd Scientific Advice for Common Real-World Problems. John Murray. 2019. ISBN 9780525537090.
- What If? 2: Additional Serious Scientific Answers to Absurd Hypothetical Questions. Riverhead Books. 2022. ISBN 9780525537113.

### Publikacije s prispevki Munroeja
- North, Ryan; Matthew, Bennardo; Malki, David (2010). Machine of Death (PDF) (v angleščini). ISBN 9780982167120. Arhivirano iz spletišča dne 15. avgusta 2014.